# Ђаморо (Месина)
Ђаморо је насеље у Италији у округу Месина, региону Сицилија.
Према процени из 2011. у насељу је живело 2382 становника. Насеље се налази на надморској висини од 10 м.